# Центральный банк Ливии
Центральный банк Ливии (араб. مصرف ليبيا المركزي‎, англ. Central Bank of Libya) — центральный банк Ливийской Республики.

## История
В 1951 году в Лондоне была учреждена Ливийская валютная комиссия, созданная под эгидой ООН, в которую вошли представители Великобритании, Франции, Италии и Египта. 24 марта 1952 Валютная комиссия начала эмиссию ливийского фунта.
Банк создан в 1955 году в форме акционерного общества, 50 % которого принадлежало правительству Ливии. Постепенно доля правительства была доведена до 100 %.
Начал деятельность 1 апреля 1956 года как Национальный Банк Ливии.  В 1963 году сменил название на «Банк Ливии». С 1969 года называется «Центральный Банк Ливии».
Банк расположился в здании бывшего Банка сбережений, спроектированном архитектором Армандо Бразини и построенном в начале 1930-х годов.
1 сентября 1971 года вместо ливийского фунта введён ливийский динар.
В марте 2011 года президент Банка Фархат Бен-Дара подал в отставку по причине начала гражданской войны, предварительно приняв меры к заморозке внешние активы Банка, и сделав их недоступными правительству Каддафи.
До 2023 года в Ливии действовали два центральных банка, в Триполи и Эль-Байде. 6 декабря 2021 года на встрече между Садиком Аль-Кабиром, руковидившим Банком в Триполи, и Али Аль-Хибри, руководившем Банком в Эль-Байде, было достигнуто соглашение о слиянии. 20 января 2022 года был подписан 4-х этапного слияния. Надзор за слиянием осуществлял Deloitte. 20 августа 2023 года слияние было завершено.
18 августа 2024 года банк объявил о приостановлении работы из-за похищения директора управления информационных технологий банка Мусаба Мусаллима. 19 августа работа была возобновлена.

## Общие сведения
Целью деятельности банка является поддержание стабильности денежно-кредитной системы и обеспечение экономического роста Ливии.
Штаб-квартира Банка расположена в Триполи.
Действуют филиалы в Бенгази, Сабхе, Сирте.

## Председатели
Руководство Банка было дважды разделено на два офиса, с февраля по август 2011 года в ходе первой гражданской войны, и с сентября 2014 года с началом второй гражданской войны.
| #  | Председатель                                                                 | Период нахождения в должности     |
| -- | ---------------------------------------------------------------------------- | --------------------------------- |
| 1  | Али Анеизи                                                                   | 26 апреля 1955 — 26 марта 1961    |
| 2  | Халил Бенани                                                                 | 27 марта 1961 — 1 сентября 1969   |
| 3  | Кассем Шерлала                                                               | 20 сентября 1969 — 17 января 1981 |
| 4  | Раджаб эль Мсалати                                                           | 18 января 1981 — 3 марта 1986     |
| 5  | Мухаммад аз-Зарук Раджаб                                                     | 4 января 1987 — 6 октября 1990    |
| 6  | Абдул Хафиз Махмуд аль-Зулайтини                                             | 7 октября 1990 — 13 февраля 1996  |
| 7  | Тахер Аль Джехаими                                                           | 14 февраля 1996 — 22 марта 2001   |
| 8  | Ахмед Менеси                                                                 | 23 марта 2001 — 5 марта 2006      |
| 9  | Фархат Бен-Дара                                                              | 6 марта 2006 — 6 марта 2011       |
| 10 | Абдул Хафиз Махмуд аль-Зулайтини                                             | 6 марта 2011 — 2 апреля 2011      |
| 11 | Мухаммад аз-Зарук Раджаб                                                     | 2 апреля 2011 — август 2011       |
| 12 | Ахмед С. эль Шариф (Переходный национальный совет Ливии, Бенгази)            | февраль 2011 — апрель 2011        |
| 13 | Кассем Азуз (до августа 2011 — Переходный национальный совет Ливии, Бенгази) | апрель 2011 — 12 октября 2011     |
| 14 | Садик Аль-Кабир                                                              | 12 октября 2011 — 18 августа 2024 |
| 15 | Мохамед Шукри                                                                | с 18 августа 2024                 |